# Nitrosomonas
Nitrosomonas – rodzaj bakterii tlenowych z rodziny Nitrobacteraceae opisany przez Siergieja Winogradskiego w 1892 r. Bakterie te uczestniczą w procesach nitryfikacji. Mikroorganizmy Nitrosomonas są chemolitoautotrofami i wykorzystują nieorganiczne donory elektronów (azot amonowy i azotanowy(III)) w celu uzyskania energii dla procesów syntezy. Ich jedynym źródłem węgla jest rozpuszczony dwutlenek węgla. Bakterie te są tlenowcami, więc dla swojego rozwoju wymagają obecności rozpuszczonego tlenu. Bakterie nitryfikacyjne znajdują się w różnych środowiskach bytowania.

## Gatunki
Gatunki opisane w NCBI taxonomy database:
- Nitrosomonas aestuarii
- Nitrosomonas communis
- Nitrosomonas cryotolerans
- Nitrosomonas europaea
- Nitrosomonas eutropha
- Nitrosomonas halophila
- Nitrosomonas marina
- Nitrosomonas mobilis
- Nitrosomonas nitrosa
- Nitrosomonas oligotropha
- Nitrosomonas stercoris
- Nitrosomonas ureae